# Asta Nørregaard

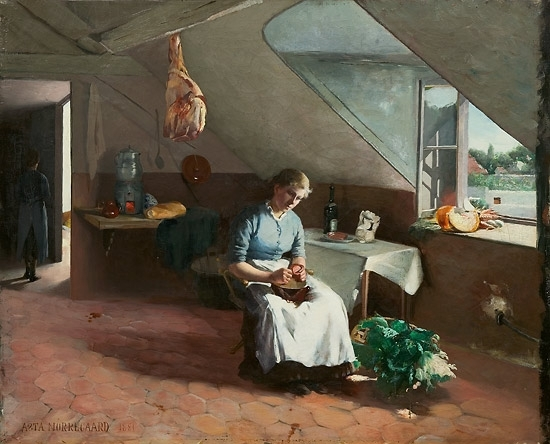
Fransk kjøkkeninteriör, 1881.

Asta Elise Jakobine Nørregaard, född 1853 i Kristiania, död 1933, var en norsk målare.
Nørregaard var elev till Eilif Peterssen i München 1875–1878 och till bland andra Léon Bonnat och Jules Bastien-Lepage i Paris 1879–1884. Från 1890 drev hon i Kristiania under en tid en målarskola och blev en ansedd porträttmålare. Hon gav åren 1911–1930 ett planschverk i fyra band över sina egna bilder.